# Kochiura attrita
Kochiura attrita là một loài nhện trong họ Theridiidae.
Loài này thuộc chi Kochiura. Kochiura attrita được Hercule Nicolet miêu tả năm 1849.